# Takako Shimazu
Takako Shimazu (japonès: 島津 貴子- Tòquio, 2 de març de 1939), nascuda Takako, princesa Suga (japonès: 清宮貴子内親王, Suga-no-miya Takako Naishinnō), és una antiga membre de la Casa Imperial del Japó. És la cinquena filla i la més jove de l'emperador Shōwa i l'emperadriu Kōjun, i la germana menor de l'emperador emèrit del Japó, Akihito. Es va casar amb Hisanaga Shimazu el 3 de març de 1960. Com a resultat, va renunciar al seu títol imperial i va abandonar la família imperial japonesa, tal com exigeix la llei.

## Biografia
La princesa Takako va néixer al Palau Imperial de Tòquio. La seva denominació infantil era Suga-no-miya (清宮).

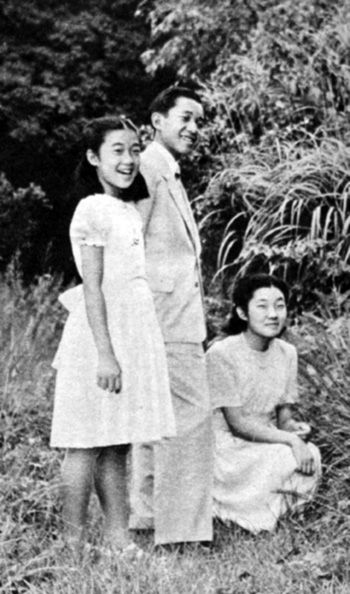
La princesa Takako, en primer terme amb els seus germans, el príncep Akihito i la princesa Atsuk el 1950.

Igual que les seves germanes grans, no va ser criada pels seus pares biològics, sinó per una successió de dames de la cort en un palau separat construït per a ella i les seves germanes al districte de Marunouchi de Tòquio. Es va graduar a l'Escola d'Iguals Gakushuin i també va rebre classes d'anglès juntament amb els seus germans amb una tutora nord-americana, Elizabeth Gray Vining, durant l'ocupació nord-americana del Japó després de la Segona Guerra Mundial. La princesa Takako es va graduar al Col·legi Universitari de Dones Gakushuin amb una llicenciatura en literatura anglesa el març de 1957.
El 10 de març de 1960, la princesa Takako es va casar amb Hisanaga Shimazu (nascut el 29 de març de 1934 a Tòquio), fill del difunt comte Hisanori Shimazu i (aleshores) analista del Banc Japonès de Cooperació Internacional (BJCI). Es van casar en un restaurant de Tòquio en una cerimònia on hi van assistir Hirohito, l'emperadriu Nagako i Akihito. La parella s'havia conegut a través d'amics comuns al Gakushuin. Compartien un interès comú per la música de Pérez Prado.
Quan es va casar, la princesa va renunciar a la seva pertinença a la Família Imperial i va adoptar el cognom del seu marit, d'acord amb la Llei de la Casa Imperial de 1947. Descrit per fonts de mitjans occidentals en aquell moment com un "funcionari del banc plebeu", el nuvi era en realitat net de l'últim dàimio del domini de Satsuma, Shimazu Tadayoshi i, per tant, un cosí germà matern de l'emperadriu Kōjun, el que convertia els nuvis en cosins. Takako i el seu marit van tenir un fill, Yoshihisa Shimazu, que va néixer el 5 d'abril de 1962.

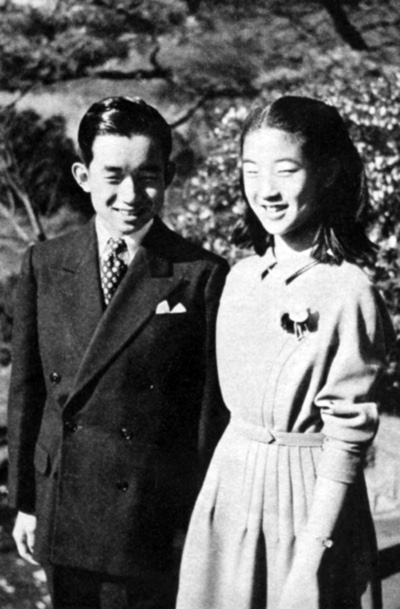
El príncep Masahito i la princesa Takako el 1952.

El 1963, tres anys després del seu matrimoni, va escapar per poc d'un intent de segrest. A causa de l'àmplia cobertura mediàtica, la ubicació de la casa de la parella era de coneixement general, així com el seu dot matrimonial de 500.000 dòlars (al Japó, la núvia rep una suma de diners pel seu matrimoni). Un membre del grup criminal va avisar la policia abans que es pogués produir el segrest.
Hisanaga Shimazu va fer una carrera de trenta anys amb el BJCI, que incloïa desplaçaments a Washington D.C. als Estats Units i Sydney, Austràlia acompanyat de la seva dona. Es va convertir en membre del Consell d'Administració de la Sony Corporation després de la seva jubilació el 1987, va exercir com a director executiu de la Fundació Sony per la Ciència i l'Educació de 1994 a 2001 i actualment és director d'investigació de l'Institut Yamashina d'Ornitologia.
L'antiga princesa ha fet nombroses aparicions a la televisió japonesa com a comentarista d'esdeveniments mundials, i també forma part del Consell d'Administració de la cadena Prince Hotels.